# Верховний суд Квінсленду
Верхо́вний суд Кві́нсленду (англ. Supreme Court of Queensland) — найвища судова установа штату Квінсленд в Австралії.
Верховний суд Квінсленду розглядає цивільні справи, пов'язані з позовами на суму понад 750 000 австралійських доларів; кримінальні справи, пов'язані з серйозними злочинами (зокрема вбивства). Суд присяжних використовується для ухвалення рішення щодо того, чи винен підсудний. Відділ так само заслуховує всі цивільні справи на суму понад 750 000 австралійських доларів. Присяжні можуть бути залучені до процесу для вирішення цих суперечок.
Юрисдикція Верховного суду дозволяє йому розглядати апеляційні справи в окружному суді, відділі судових розглядів Верховного суду і ряді інших судових трибуналів Квінсленду. Рішення, ухвалені Верховним судом, можуть бути заслухані за апеляцією у Високому суді Австралії в Канберрі.

## Історія
Верховний суд Квінсленду було засновано 7 серпня 1861 року згідно з «Законом про виправлення в Конституції Верховного суду 1861 року». Два наступних законодавчих акти, серед них «Закон про додаткових суддів 1862 року» та «Закон про Верховний суд 1863 року», також були необхідні для створення операційної системи суду.
До відділення Квінсленду від Нового Південного Уельсу, колишній морський офіцер, капітан Джон Вікем, розглядав справи про дрібні злочини в окрузі Моретон-Бей. Серйозніші справи розглядалися у Верховному суді Нового Південного Уельсу в Сіднеї. За два роки до відділення від Нового Південного Уельсу, «Закон 1857 року про Верховний суд Моретон-Бей» встановив юрисдикцію Верховного суду Нового Південного Уельсу в окрузі Моретон-Бей, а Семюел Мілфорд став виконувачем обов'язків судді. Мілфорд подав на відставку в лютому 1859 року, йому на заміну прийшов Альфред Лютвіч.